# Saison 13 de Secrets d'histoire
La treizième saison de Secrets d'histoire est une émission de télévision historique présentée par Stéphane Bern.
Elle est diffusée du 23 mars au 22 août sur France 2, puis du 21 octobre au 9 décembre 2019 sur France 3.

## Principe de l’émission
Chaque numéro retrace la vie d'un grand personnage de l'Histoire et met en lumière des lieux hautement emblématiques du patrimoine.

## Liste des épisodes inédits

### Ramsès II, Toutânkhamon, l'Égypte des pharaons

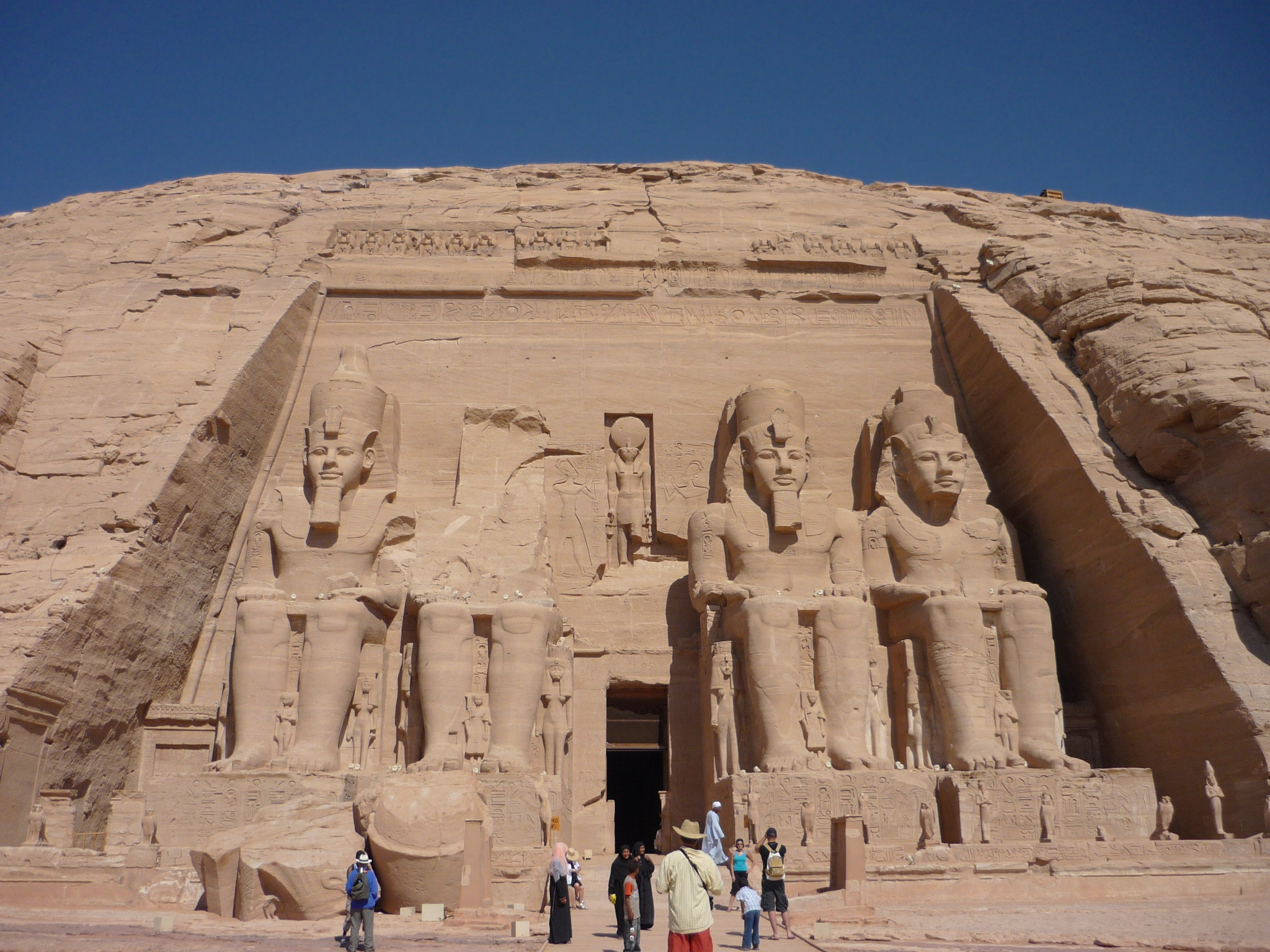
Vue de la façade du grand temple d'Abou Simbel.

#### Description
À l'occasion de l'exposition Toutânkhamon, le trésor du pharaon qui s'est tenue à la Grande halle de la Villette à Paris en 2019, ce numéro dresse le portrait des deux pharaons célèbres de l’Égypte antique : Ramsès II, le pharaon bâtisseur, et Toutânkhamon, qui doit sa célébrité à la découverte de sa tombe en 1922 par l'archéologue Howard Carter,.

#### Première diffusion
- France : 23 mars 2019

#### Lieux de tournage
Parmi les lieux visités par l'émission, on retrouve notamment les Temples d'Abou Simbel, le Temple de Karnak et le Temple d'Amon à Louxor.

#### Avis de la presse
Le Monde note que « le volet consacré à Toutankhamon est logiquement le plus court, mais il rappelle, images et interviews à l’appui, l’importance qu’eut la découverte de son tombeau par l’archéologue Howard Carter, en 1922 ».
Concernant Toutankhamon, le quotidien indique que « les révélations de l’ADN sur la généalogie du pharaon et la description des techniques d’embaumement sont particulièrement intéressantes, à défaut d’être nouvelles ». Même si « pour beaucoup, la soirée aura un air de déjà-vu », « les novices en égyptologie, et surtout les enfants, ne bouderont pas leur plaisir ».
Concernant Ramsès II, Télé 7 jours note qu'« à travers des interviews, des avis d’experts, des images d’archives et des reconstitutions », ce Secrets d'histoire « tombe à pic » pour approfondir ses connaissances sur ce pharaon bâtisseur.
De manière générale, le Parisien considère que ce documentaire est « très bien conçu » et « captivant », notamment grâce à l’appui des « meilleurs spécialistes du Louvre et même Zahi Hawass, le grand expert égyptien actuel de Toutânkhamon ».

#### Liste des intervenants
- Claude Obsomer - égyptologue
- Vincent Rondot - directeur du Département des Antiquités égyptiennes du musée du Louvre
- Florence Maruéjol - égyptologue
- Amandine Marshall - égyptologue
- Robert Solé - écrivain
- Christian-Georges Schwentzel - historien
- Virginie Girod - historienne
- Catherine Chadefaud - historienne de l’Antiquité
- Simon Connor - égyptologue
- Dominique Lefèvre - égyptologue
- Pierre Tallet - égyptologue
- Jérémy Hourdin - égyptologue
- Nicolas de Barry - parfumeur
- Roger Lichtenberg - radiologue
- Marc Jeanson - conservateur de l’Herbier national
- Marc Gabolde - égyptologue
- Audran Labrousse - découvreur de la tombe de la reine Ânkhesenpépi
- Christophe Barbotin - Département des Antiquités égyptiennes du Musée du Louvre
- Pr. Patrick Berche - Hôpital Necker, Paris
- Zahi Hawass - égyptologue / ancien ministre égyptien des Antiquités
- Jean-Claude Goyon - professeur émérite d’égyptologie
- Francis Janot - égyptologue[7]

### Voltaire ou la liberté de penser

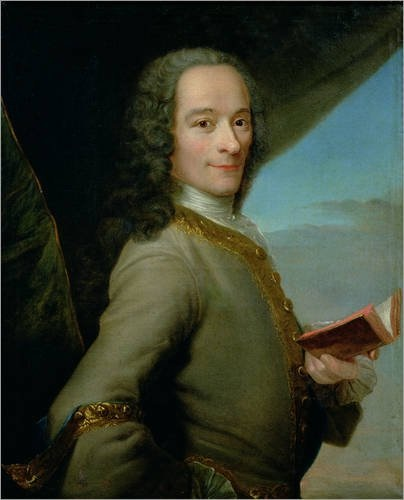
Voltaire à 41 ans.

#### Description
Ce numéro retrace le destin de François-Marie Arouet, dit Voltaire, l'un des plus célèbres philosophes et hommes de lettres français. À la fois poète, historien et philosophe, il fait partie des figures les plus symboliques du siècle des Lumières. Homme engagé, il n'hésita à prendre la défense de Jean Calas, un protestant injustement condamné à mort, et dont il parvient à réhabiliter le nom et l'honneur.

#### Diffusions
- France : 11 juillet 2019
- France : 3 mai 2021 (rediffusion)

#### Avis de la presse
Pour l’hebdomadaire La Vie, « ce documentaire biographique construit en chapitres thématiques offre quelques piqûres de rappel, sans négliger des aspects moins connus du grand public. [..] Au-delà des reconstitutions convenues et des envolées lyriques de Stéphane Bern, historiens, écrivains et philosophes rappellent l'originalité d'un penseur à rebours de son époque. [..] Si un regard un peu plus critique eût été souhaitable, l'émission échappe aux clichés et souligne la vision particulière que l'auteur de Candide avait de la société française ».

#### Lieux de tournage
Parmi les lieux visités par l'émission, on retrouve notamment le Château de Versailles, le Palais de Sanssouci, le Château de Cirey ou encore le monument du Panthéon à Paris où il est inhumé.

#### Liste des intervenants
- François Jacob - biographe
- Évelyne Lever - historienne
- Didier Masseau - historien
- Élisabeth Badinter - philosophe
- Pierre-Yves Beaurepaire - historien
- François Bessire - président de la Société Voltaire
- Philippe Sollers - écrivain
- Charles-Éloi Vial - conservateur à la Bibliothèque nationale de France[11]

### Ramsès II ou les recettes de l'éternité

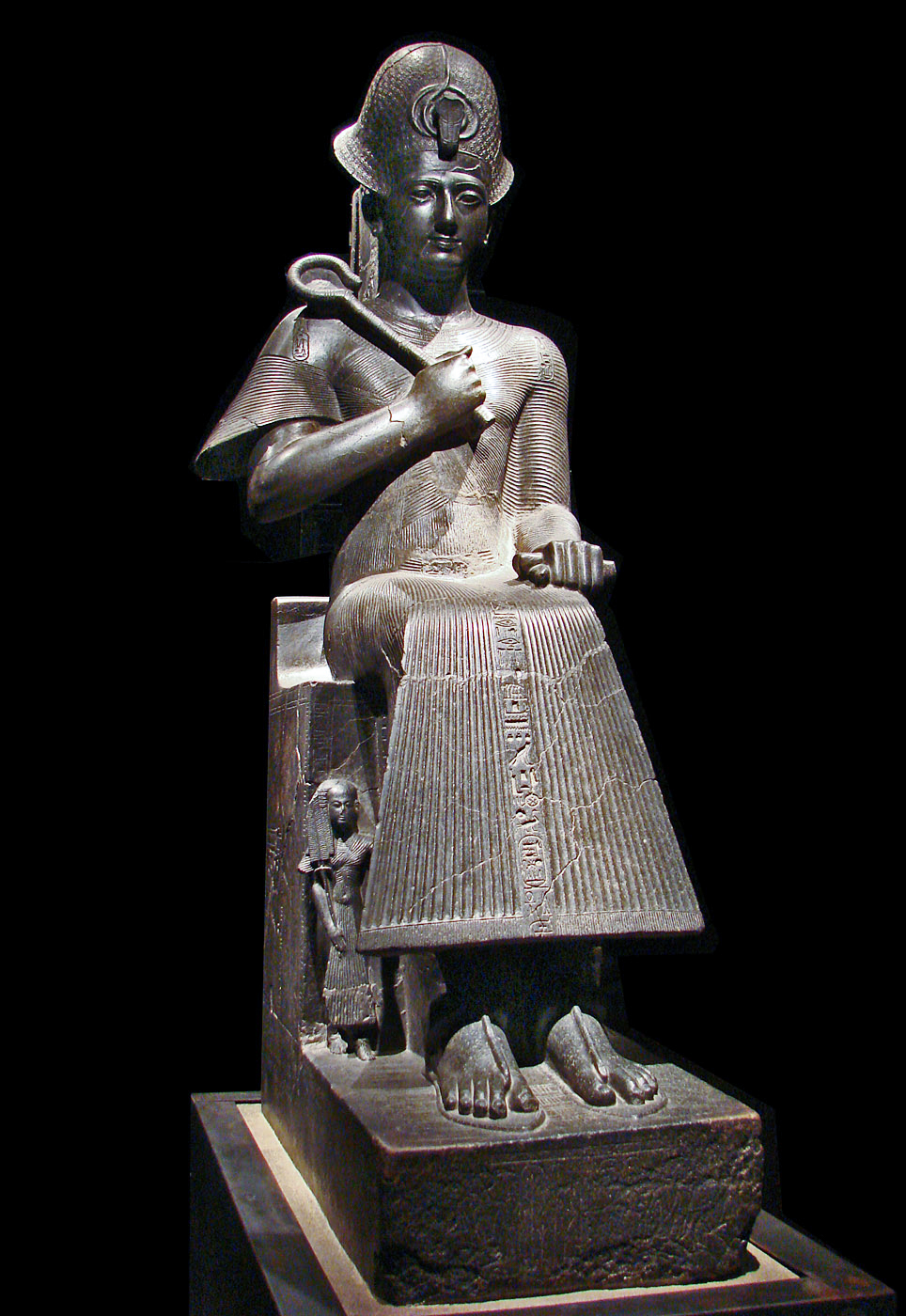
Statue de Ramsès II.

#### Description
Ce numéro dresse le portrait du pharaon Ramsès II, qui régna pendant plus de 64 ans sur l’Égypte antique. Souverain bâtisseur, il est connu également pour avoir eu des dizaines d'épouses et de concubines.

#### Première diffusion
- France : 18 juillet 2019

#### Avis de la presse
La Nouvelle République note qu’à travers ce numéro « ce roi bâtisseur nous fait voyager le long de la vallée du Nil. Ses rives sont encore jalonnées de ses monuments à couper le souffle : à l'image des temples d'Abou Simbel, Karnak ou encore de Louxor ».

#### Lieux de tournage
Parmi les lieux visités par l'émission, on retrouve notamment les Temples d'Abou Simbel, le Temple de Karnak et le Temple d'Amon à Louxor.

#### Liste des intervenants
Même intervenants que pour le numéro Ramsès II, Toutânkhamon, l'Égypte des pharaons

### Pedro II, le dernier empereur du Brésil

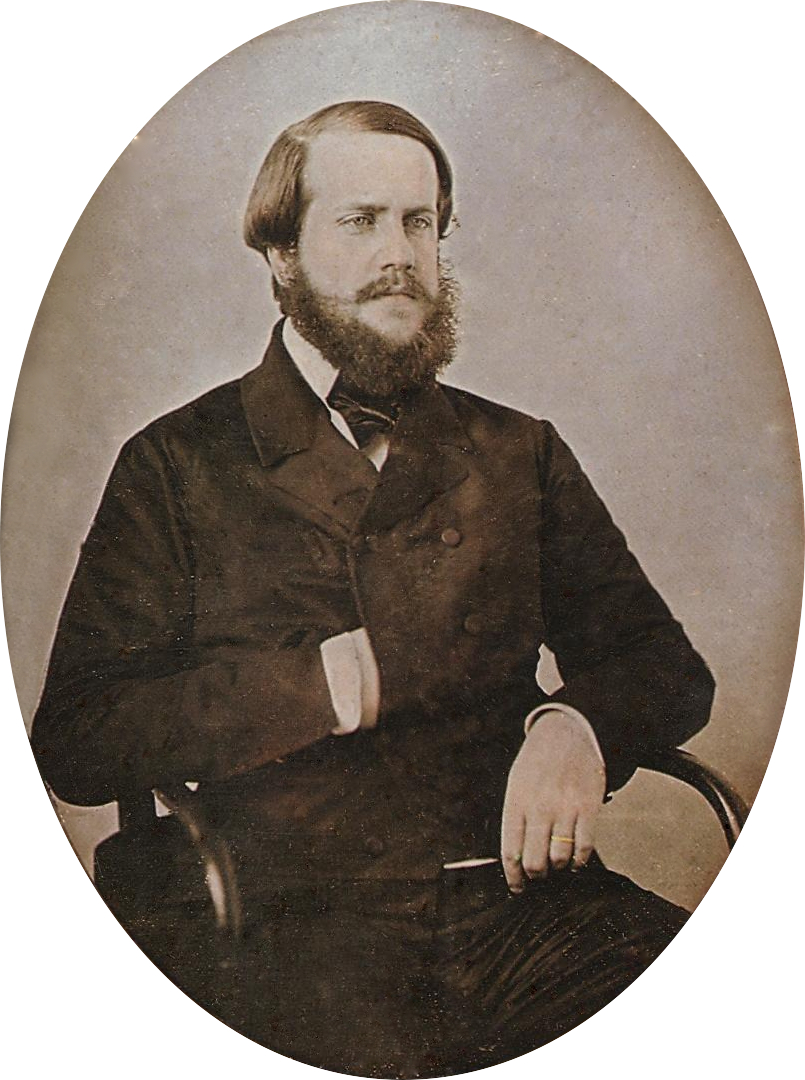
Pierre II vers l'âge de 25 ans.

#### Description
Ce numéro retrace le destin de Pedro II, le dernier empereur qui régna sur le Brésil de 1831 à 1889. Grand amoureux de la France, il s'illustra par sa modernité et son humanisme.

#### Première diffusion
- France : 8 août 2019

#### Avis de la presse
Télé 7 jours note qu’à travers ce numéro « le magazine, présenté par Stéphane Bern, quitte la vieille Europe pour traverser l’Atlantique. Cela est suffisamment rare pour le souligner ».
« Après une entrée en matière laborieuse », note le journal La Croix, « l’émission animée par Stéphane Bern sort de sa zone de confort, souvent adossée à notre récit national. Une démarche qui lui réussit : cette plongée dans l’histoire brésilienne se révèle instructive et stimule la curiosité du téléspectateur. On se réjouit de découvrir le patrimoine brésilien, entre ombres et lumière ».
Sur la forme, Le Monde note enfin que « la mise en scène désuète du magazine est contrebalancée par les images magnifiques de la baie de Rio […], par la qualité des interventions des historiens, et par la fougue de l’un d’eux, Guy Gauthier ».

#### Lieux de tournage
Parmi les lieux visités par l'émission, on retrouve notamment le Musée impérial de Petrópolis, le Parc national de la Tijuca et le Château d'Eu en Normandie.

#### Liste des intervenants
- Guy Gauthier - historien
- Michel Faure - historien et journaliste
- Pierre Léglise-Costa - historien
- Leonardo Tonus - historien
- Sébastien Rozeaux - historien
- Francisco Vieira - historien
- Nicolas d'Estienne d'Orves - écrivain
- Mauricio Vicente-Fereira - directeur du Musée impérial[21]

### Jean de La Fontaine, l'homme à fables

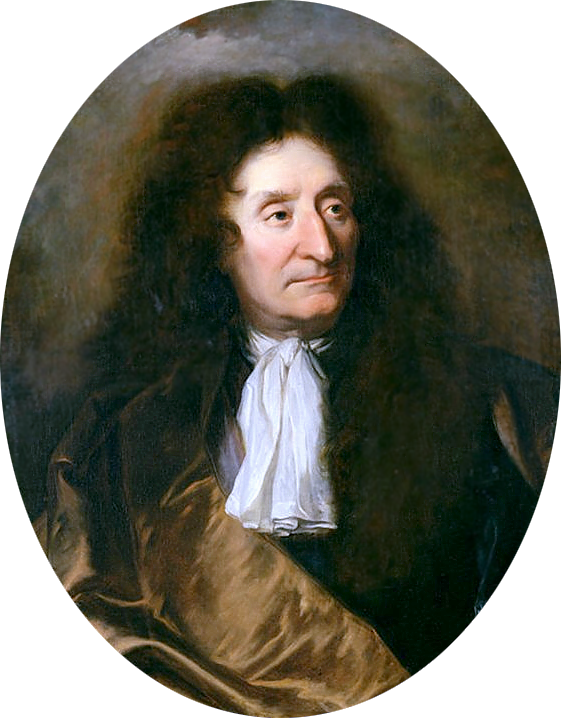
Jean de La Fontaine par Hyacinthe Rigaud, en 1690.

#### Description
Ce numéro retrace le destin du célèbre poète français Jean de La Fontaine, en s'intéressant plus particulièrement sur sa rencontre avec Nicolas Fouquet, le surintendant des finances du roi Louis XIV, qui va jouer le rôle de mécène et permettre au poète de se forger une plume.

#### Diffusions
- France : 22 août 2019
- France : 17 mai 2021 (rediffusion)

#### Avis de la presse
Pour CNews, « c’est le portrait d’un homme aux multiples visages que dévoile l’animateur Stéphane Bern. De sa naissance à 1621 à Château-Thierry, à sa mort en 1695, les téléspectateurs découvrent l’étonnant parcours de celui qui fut l’auteur d’un des plus grands chefs-d’œuvre de la littérature française, Fables, qui consiste à un travail de réécriture de celle d’Esope, auteur de l’antiquité dont La Fontaine a su sublimer les écrits ».
La chaîne note également que « les passionnés de patrimoine pourront profiter pour (re-)découvrir certains des plus beaux lieux fréquentés par Jean de La Fontaine, notamment château de Vaux-le-Vicomte, sa maison natale à Château-Thierry, ou encore le Palais du Luxembourg, où il travaille près de 10 ans ».

#### Lieux de tournage
Parmi les lieux visités par l'émission, on retrouve notamment :
- Le Château de Vaux-le-Vicomte, où le poète a fait ses débuts, le Château de Voltaire à Ferney-Voltaire[24] et le Château d'Anet, propriété de son ami le duc de Vendôme
- le Musée Jean-de-La-Fontaine à Château-Thierry[25]
- le Palais du Luxembourg
- et les hôtels particuliers du Marais[26].

#### Liste des intervenants
- Céline Bohnert - maître de conférences en littérature française
- Patrick Dandrey - professeur à la Sorbonne
- Fabrice Luchini - acteur
- Thomas Morel - conservateur du musée Jean de la Fontaine
- Erik Orsenna - écrivain
- Jean-Christian Petitfils - historien
- Tiphaine Rolland - maître de conférences en littérature française[27]

### Léonard de Vinci, le génie sans frontières

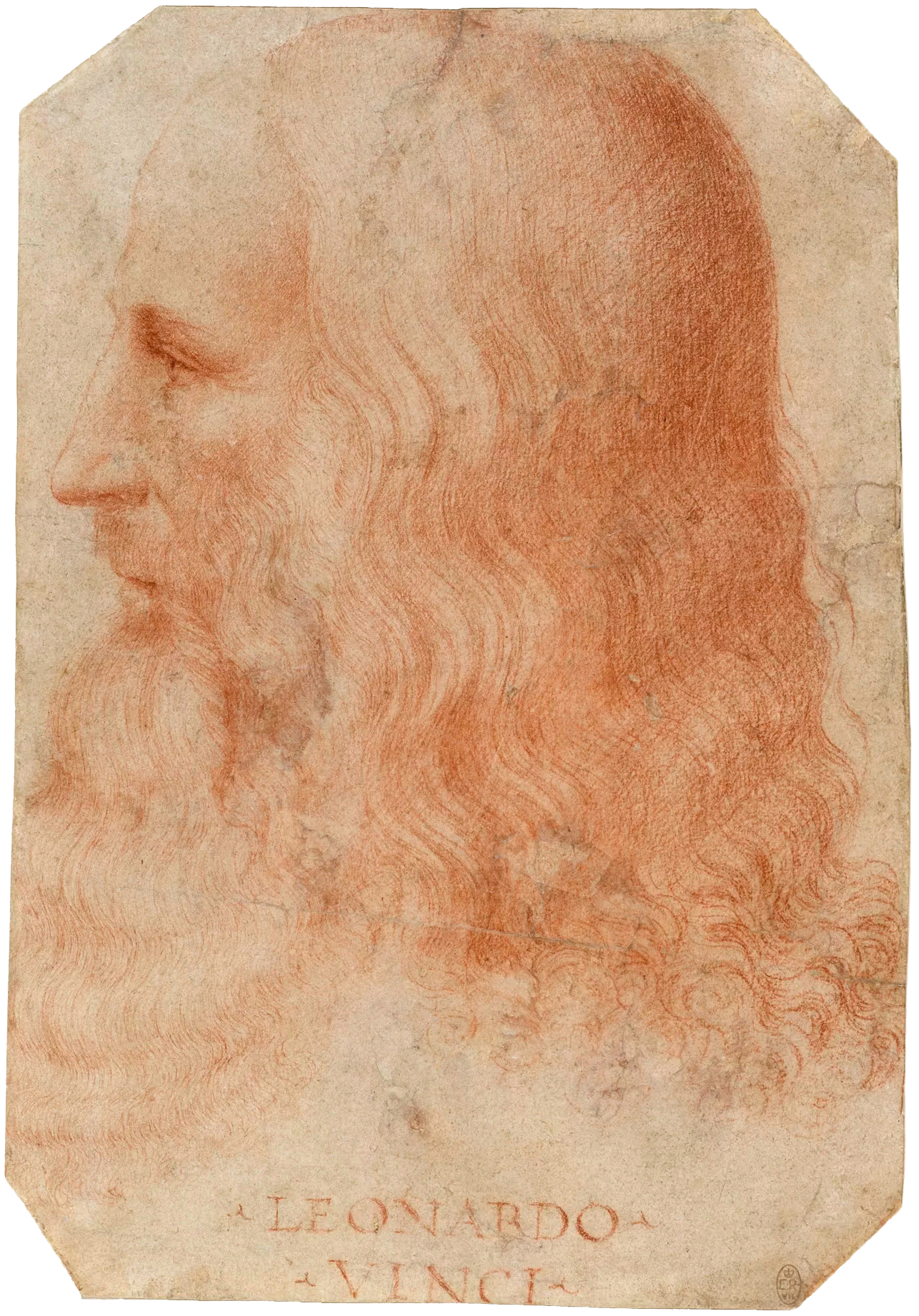
Portrait de Léonard de Vinci vers 1515 par Francesco Melzi.

#### Description
À l’occasion des 500 ans de la mort de Léonard de Vinci, ce numéro retrace le destin du célèbre peintre italien. À la fois peintre, ingénieur, architecte, botaniste, anatomiste et mathématicien, il reste une figure emblématique de la Renaissance. L'émission revient sur ses œuvres majeures et retrace son ascension de sa Toscane natale jusqu'aux châteaux de la Loire.
À cette occasion, Stéphane Bern déclare : « Léonard de Vinci est un génie absolu qui incarne la Renaissance, et selon le principe de Secrets d'histoire on va aller derrière l'œuvre et essayer de comprendre qui il était. Avec les plus grands spécialistes on va savoir comment l'œuvre explique l'homme et qui était Léonard de Vinci. En quoi par exemple, le fait qu'il soit gaucher a influencé ses carnets, le lien entre ses dessins et la réalité, et comment il a interprété le monde »,.

#### Diffusions
- France : 21 octobre 2019
- France : 26 octobre 2020 (rediffusion)[31]

#### Avis de la presse
Ouest-France note : « Pas de révélation dans ce Secrets d'histoire mais une passionnante reconstitution de sa vie à l’aide de témoignages d’historiens notamment. […] Tout est passé en revue d’une manière vivante grâce à des reconstitutions de scènes quotidiennes, historiques, des images de Florence, de Milan et du Clos Lucé où il a terminé sa vie ».
L’hebdomadaire La Vie note que « ce long documentaire passionnant ne déçoit pas. Sa construction chronologique, éclairée par des analyses d'historiens tels Vincent Delieuvin et Serge Bramly, permet de comprendre la logique de l'artiste : Léonard apporte son précieux concours dans la conception de fêtes et d'armes de guerre en échange de la protection des princes et de leur financement de recherches destinées à saisir le mystère du vivant. Malgré quelques longueurs sur sa sexualité, la personnalité unique et duelle de Léonard, immense peintre et scientifique hors pair, se fait jour, et ses trésors nous sont révélés. […] Un beau documentaire ».
L’hebdomadaire Le Point rappelle par ailleurs que « cette émission événement a été préparée avec notamment la complicité du Louvre, à l'occasion de la grande exposition que le Musée consacrera au peintre à partir du 24 octobre 2019 ».

#### Lieux de tournage
Parmi les lieux visités par l'émission, on retrouve notamment le Château de Chambord, le Musée du Louvre et le Château du Clos Lucé.

#### Liste des intervenants
- Vincent Delieuvin – Conservateur en chef au musée du Louvre
- Serge Bramly – Biographe
- Pascal Brioist - Professeur des universités
- Stefania Tullio Cataldo - Historienne de l’art
- Jean-Louis Sureau – Directeur du château royal d’Amboise
- François Saint Bris - Directeur du château du Clos Lucé
- Mathieu Deldicque - Conservateur du patrimoine au musée Condé
- Xavier Darcos – de l’Académie française, chancelier de l’Institut de France
- Dr. Mario Taddei – Chercheur au musée Leonardo3 de Milan
- Louis Frank – Conservateur en chef au musée du Louvre
- Cinzia Pasquali - Restauratrice d’œuvres d’art
- Roberta Barsanti – Directrice du museo Leonardiano de Vinci[36]

### Marie La Sanglante sur le trône d'Angleterre

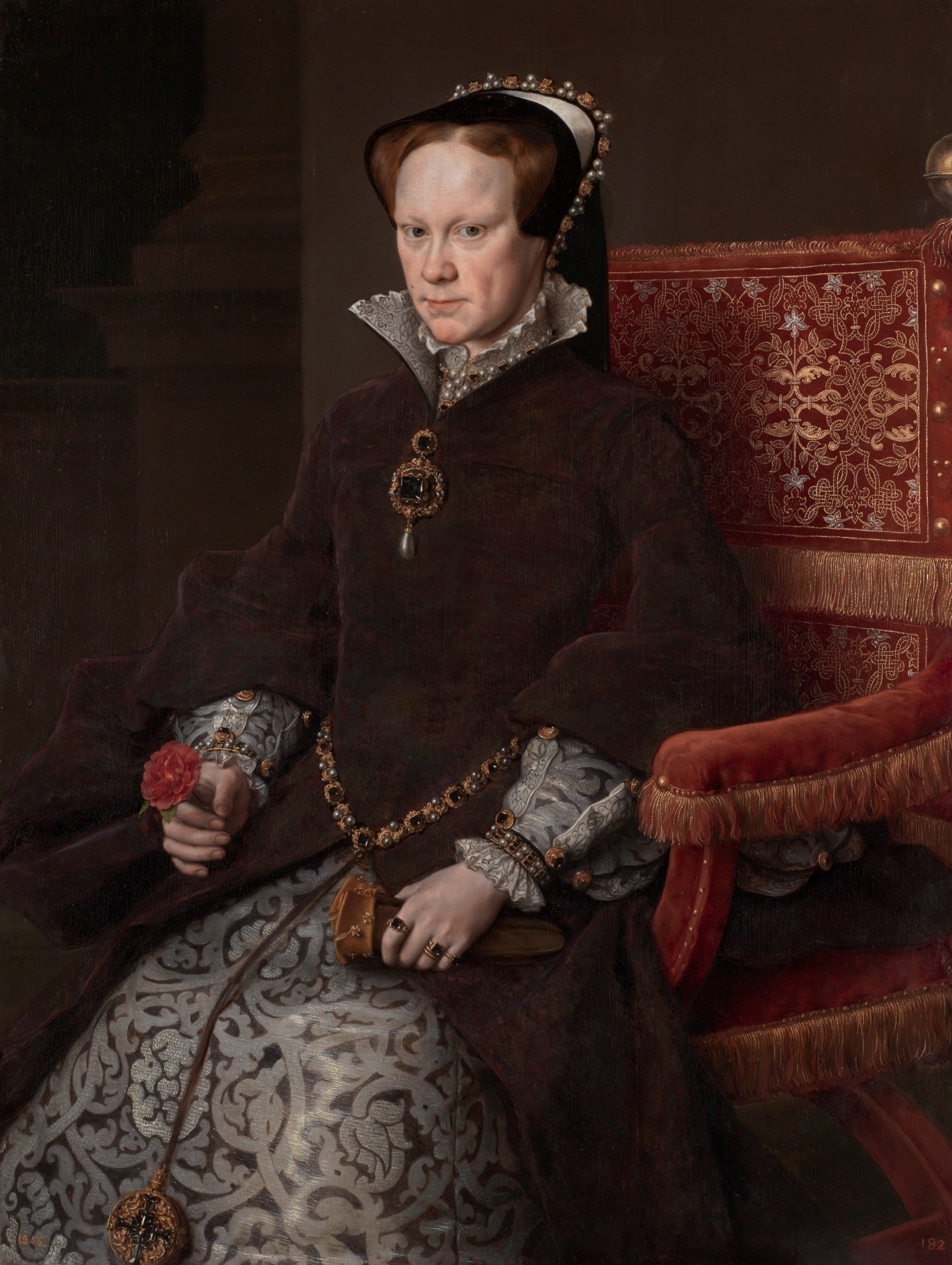
Marie Ire par Antonio Moro, 1554.

#### Description
Ce numéro retrace le destin de Marie Tudor, fille du roi du Henri VIII, surnommée Marie La Sanglante pour avoir fait brûler sur le bûcher près de 300 protestants en raison de leur foi. Elle fut également la première femme à régner en son nom sur le trône d'Angleterre.
« Reste qu’elle n’a pas été plus violente que ne l’ont été ses prédécesseurs » explique l’historienne dans cet épisode l’historienne Joëlle Chevé. « Souvent elle n’a recouru au châtiment qu’après mure réflexion. Ce qui compte dans cette affaire, c’est que c’est une reine […], c’est une femme et là est le péché originel ».

#### Première diffusion
- France : 28 octobre 2019

#### Avis de la presse
Pour le site Newsactual, ce numéro est « passionnant ». « Sur fond de trahison familiale et de querelles dynastiques, Secrets d'histoire vous fait voyager au Royaume-Uni, à la découverte du palais de Hampton Court sur la Tamise, l’écrin de la dynastie Tudor, des geôles de la Tour de Londres… Mais aussi à Ludlow, au pays de Galles où la reine passe son enfance, ou dans l’ancienne forteresse de Framlingham, d’où elle prend le pouvoir ».

#### Lieux de tournage
Parmi les lieux visités par l'émission, on retrouve notamment le Château de Hampton Court, la Cathédrale de Winchester ou la ville de Calais.

#### Liste des intervenants
- Isabelle Fernandes - historienne
- Joëlle Chevé - historienne
- Guy Gauthier - historien
- Bernard Cottret - historien
- Melita Thomas - historienne
- Estelle Paranque - historienne
- Sarah Morris - spécialiste des Tudors[42]

### Chevalier d'Éon, sans contrefaçon je suis un espion

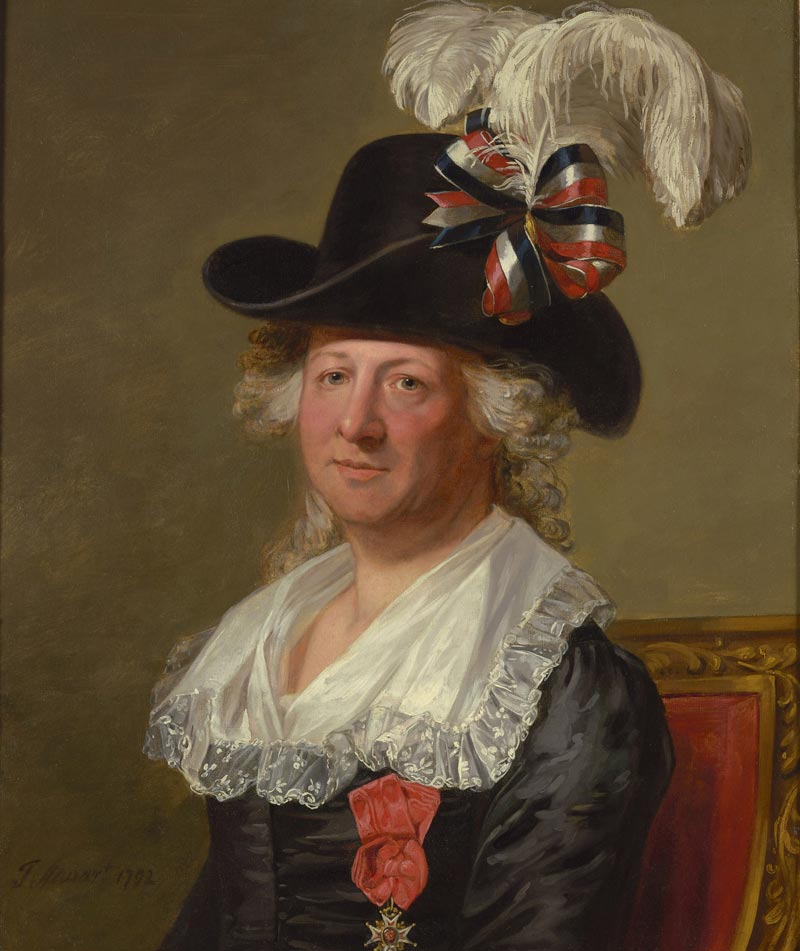
Portrait du chevalier d’Éon par Thomas Stewart (1792).

#### Description
Ce numéro retrace de destin de Charles d'Éon de Beaumont, dit le chevalier d'Éon, un espion du roi de France qui est resté célèbre pour son goût prononcé pour le travestissement, jusqu'à entretenir le mystère sur sa véritable identité (homme ou femme).

Comme le rappelle Stéphane Bern dans ce Secrets d'histoire : 

« il a tout intérêt à laisser croire qu’il est bien de sexe féminin. Car une rumeur court Outre-Manche, assurant qu’il serait le véritable père du prince de Galles (futur George IV), fils aîné et héritier du roi George III, et donc l’amant de la reine d’Angleterre Sophie-Charlotte qu’il a connue à Saint-Pétersbourg. De quoi mettre sérieusement en colère le monarque britannique. »

Diffusion
- France : 4 novembre 2019
- France : 22 mars 2021 (rediffusion)

#### Avis de la presse
Le site Stars-actu note : « A ses côtés, vous visiterez les somptueux palais de la lointaine Russie de la tsarine Elisabeth Petrovna. Le Palais d’Hiver, Peterhof, le Palais Catherine vous dévoileront leurs fastes. Vous serez également plongé dans l’Angleterre de George III, une société pleine d’effervescence qui a totalement adopté d’Eon dans ses cercles aristocratiques. […] Tous les voiles seront levés par Stéphane Bern dans ce numéro de Secrets d'histoire ».

#### Lieux de tournage
Parmi les lieux visités par l'émission, on retrouve notamment l'Hôtel d'Uzès à Tonnerre ou encore le Château de Versailles.

#### Liste des intervenants
- Évelyne Lever - Historienne
- Jean-Christian Petitfils - Historien
- Catherine Hermary-Vieille - Biographe
- Michel de Decker - Historien
- Magali Villetard - Attachée culturelle de Tonnerre
- Philippe Luyt – Descendant du chevalier d’Éon
- Maître Pinel de La Taule – Maître d’armes
- Alexandre Maral - Conservateur général du patrimoine
- Francine-Dominique Liechtenhan – Historienne
- Lucien Bély – Historien
- Valerie Mainz – Professeur d’Histoire de l’art
- Stephen Brogan - Historien
- Alexandre Stroev – Historien
- Dominique Prévôt - Conservateur adjoint du musée de l’Armée des Invalides
- Vincent Haegele – Conservateur de la bibliothèque de Versailles
- Mireille Tembouret – Costumière[47]

### Anne de France ou l'honneur des Bourbons

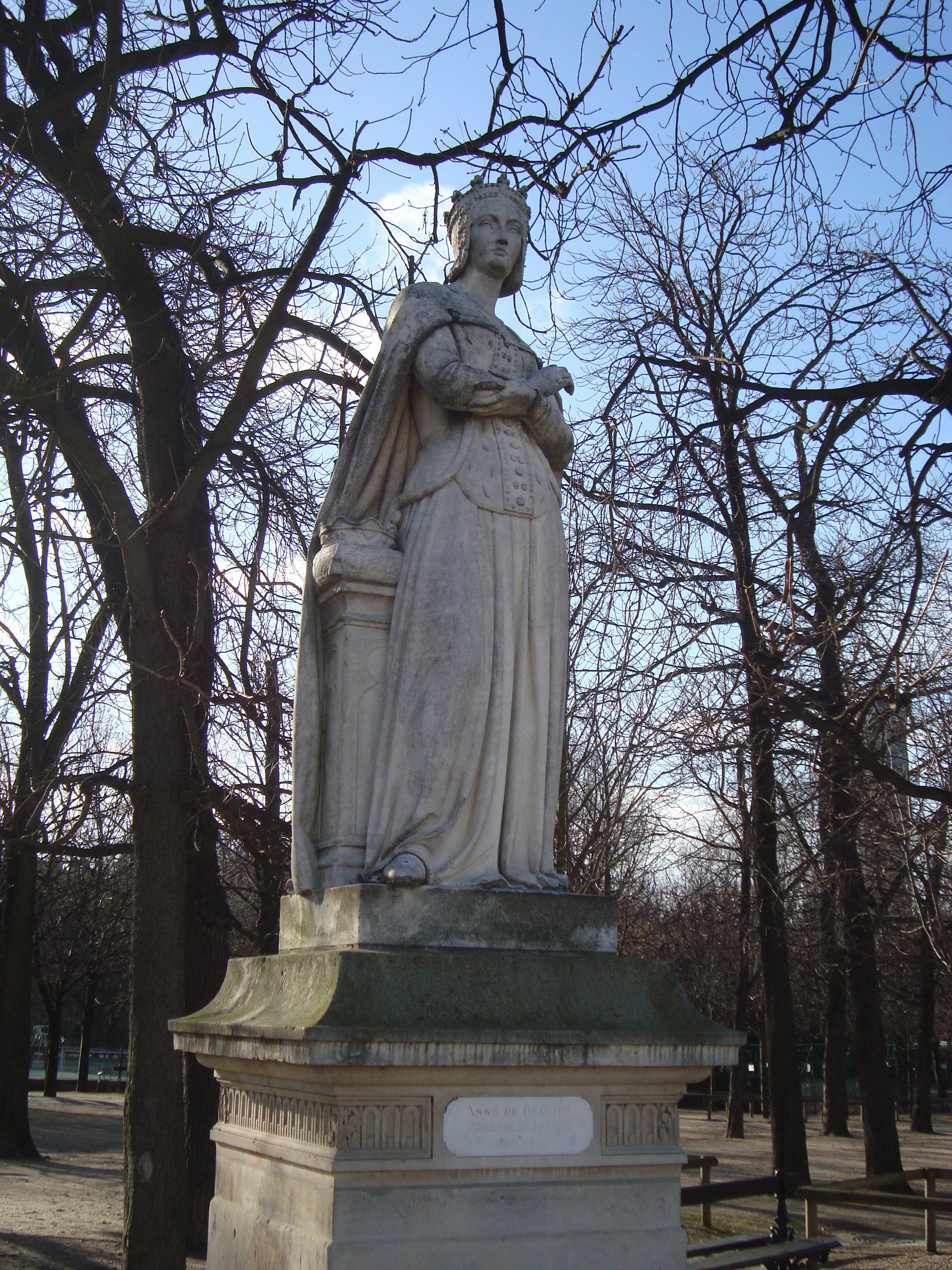
Statue d'Anne de Beaujeu dans la série des Reines de France et Femmes illustres du jardin du Luxembourg.

#### Description
Ce numéro retrace le destin d'Anne de France, fille du roi Louis XI, qui joua un rôle déterminant dans l'histoire de France à la fin du XVe siècle, en exerçant la régence à la mort de son père puis en devenant plus tard duchesse de Bourbon. En soixante ans, elle va gouverner un royaume, éduquer une génération entière de princes et faire de Moulins une des cours les plus fastueuses de l'époque.
À l'occasion d'un tournage à Moulins, Stéphane Bern déclare : « Ce personnage d’Anne de France méritait qu’on s’y intéresse. Les femmes ont fait l’histoire. Je suis assez féministe et j’aime que les femmes prennent le pouvoir. Cette femme, régente du royaume, a eu ce cran de venir ici, dans ce Bourbonnais et d’y établir sa cour. Pour elle, il était plus important d’être duchesse du Bourbonnais que reine de France ».

#### Première diffusion
- France : 2 décembre 2019

#### Avis de la presse
Le magazine Télé 2 semaines note : « Evoquant une période charnière de l'histoire entre le Moyen Age et la Renaissance, ce numéro prestigieux offre des reconstitutions d'excellente facture. Il s'attache à dépeindre la personnalité forte d'Anne de France, rusée, volontaire et dotée de grandes facultés politiques, qui parvient à s'imposer face aux grands princes du royaume ».
De son côté, le site Stars-actu note : « Stéphane Bern et Secrets d'histoire vous embarquent dans un voyage passionnant et inédit dans les pays d’un personnage méconnu : Anne de France. Une femme qui, à l’aube du XVIe siècle, va pourtant jouer un rôle déterminant dans l’histoire de France. […] De l’abbaye de Souvigny au château des Ducs de Bourbon à Moulins, en passant par les innombrables châteaux cachés dans le bocage bourbonnais, vous allez découvrir les trésors de cette magnifique région, berceau des rois de France ».

#### Lieux de tournage
Parmi les lieux visités par l'émission, on retrouve le centre historique de Souvigny, le château des ducs de Bourbon, la cathédrale de Moulins, ou encore l'Abbaye Saint-Vincent de Chantelle,.

#### Liste des intervenants
- Thierry Crépin-Leblond - Directeur du Musée National de la Renaissance
- Aubrée David-Chapy - Historienne
- Dominique Lepage - Historien
- Elodie Lequain - Historienne
- Olivier Mattéoni - Historien
- Lydwine Scordia - Historienne
- Anne-Valérie Solignat - Historienne
- Laurent Vissière - Historien[55]

### Charlotte et Maximilien, les sombres héros de Mexico

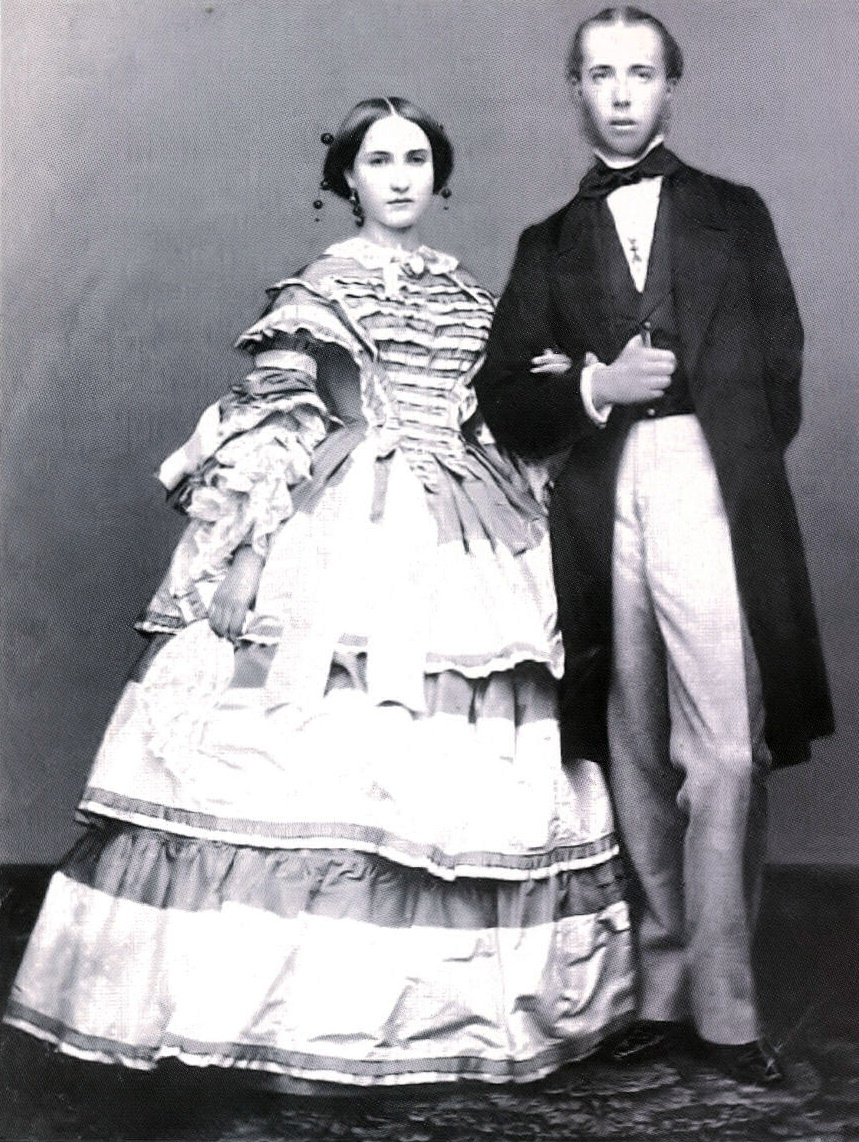
La princesse Charlotte et son fiancé l'archiduc Maximilien par Louis-Joseph Ghémar (1857).

#### Description
Ce numéro retrace le destin tragique de l'empereur Maximilien Ier d'Autriche et de son épouse Charlotte de Belgique, deux souverains poussés à prendre le trône du Mexique en 1864 par Napoléon III, avant d'être abandonnés et laissés à leur sort.
L'émission revient également sur les tensions entre Charlotte et l'impératrice Élisabeth, surnommée « Sissi », deux femmes que tout oppose.
« Vous avez d’un côté Elisabeth qui est lumineuse, qui étouffe dans le carcan de la Cour des Habsbourg et vous avez d’un autre côté Charlotte qui ne parvient à vivre qu’à travers tout ce faste et tout ce cérémonial », raconte ainsi l’historien belge Olivier Defrance.
« Sissi juge d’assez haut cette petite Saxe-Cobourg-Gotha qui semble avoir des avis sur tout et qui n’hésite pas à les formuler en permanence. Quant à Charlotte, elle regarde la fameuse Sissi en disant "finalement cette petite princesse n’est que la fille du duc Max en Bavière", alors que Charlotte est fille de roi et qu’elle descend à plusieurs reprises de Louis XIV. Et elle ne se prive pas de le faire sentir à sa belle-sœur », explique l’écrivain Philippe Séguy.

#### Première diffusion
- France : 9 décembre 2019

#### Avis de la presse
Le magazine Valeurs actuelles note : « Avec sa faconde légendaire, Stéphane Bern remet le couple en pleine lumière, en même temps qu'il nous fait voyager dans les plus grandes cours européennes et qu'il nous guide au cœur du Mexique. Cet eldorado pour aventuriers fut le lieu d'une guérilla fatale pour le couple. Chronique d'un échec annoncé, c'est donc ainsi qu'aurait pu s'intituler ce passionnant épisode du magazine ».

#### Lieux de tournage
Parmi les lieux visités par l'émission, on retrouve notamment le palais de Miramare à Trieste ou encore le Château de Chapultepec au Mexique.

#### Liste des intervenants
- Patrick Weber - biographe
- Olivier Defrance - historien
- Philippe Séguy - écrivain
- Joëlle Chevé - historienne
- Isaure de Saint Pierre - biographe
- Michel de Grèce - biographe
- Anne Dion - conservatrice au Louvre
- Stéphane Clerget - psychiatre
- Baudouin D’hoore - archiviste[60]

## Diffusion
En 2019 sont diffusés dix numéros inédits d'une durée de plus d'une heure et demie chacun.
Les quatre premiers épisodes sont diffusés sur France 2. Les épisodes suivants sont diffusés sur France 3.

## Audiences
En 2019, l’émission enregistre des résultats encourageants en termes d’audience. Le numéro consacré à Léonard de Vinci permet ainsi à la chaîne d’obtenir son deuxième meilleur score historique pour une émission hors fiction (2 627 000 téléspectateurs en prime time auxquels s’ajoutent 320 000 téléspectateurs l’ayant visionné en replay).
| Première diffusion | Titres                                               | Description                                                     | Nombre de téléspectateurs | Part d'audience |
| ------------------ | ---------------------------------------------------- | --------------------------------------------------------------- | ------------------------- | --------------- |
| 23 mars 2019       | Ramsès II, Toutânkhamon, l'Égypte des pharaons...    | Portrait de Ramsès II et Toutânkhamon.                          | 2 275 000                 | 12,4 %          |
| 11 juillet 2019    | Voltaire ou la liberté de penser                     | Portrait de Voltaire.                                           | 2 231 000                 | 12,5 %          |
| 18 juillet 2019    | Ramsès II ou les recettes de l'éternité              | Portrait de Ramsès II (condensé du portrait précédent).         | 1 762 000                 | 9,6 %           |
| 8 août 2019        | Pedro II le dernier empereur du Brésil               | Portrait de Pierre II du Brésil.                                | 1 602 000                 | 9,9 %           |
| 22 août 2019       | Jean de La Fontaine, l'homme à fables                | Portrait de Jean de La Fontaine.                                | 2 619 000                 | 15,2 %          |
| 21 octobre 2019    | Léonard de Vinci, le génie sans frontières           | Portrait de Léonard de Vinci.                                   | 2 627 000                 | 12,0 %          |
| 28 octobre 2019    | Marie La Sanglante sur le trône d'Angleterre         | Portrait de Marie Ire d'Angleterre.                             | 1 921 000                 | 8,8 %           |
| 4 novembre 2019    | Chevalier d'Éon, sans contrefaçon je suis un espion  | Portrait de Charles d'Éon de Beaumont.                          | 2 437 000                 | 10,7 %          |
| 2 décembre 2019    | Anne de France ou l'honneur des Bourbons             | Portrait d'Anne de Beaujeu.                                     | 2 222 000                 | 9,2 %           |
| 9 décembre 2019    | Charlotte et Maximilien, les sombres héros de Mexico | Portrait de Charlotte de Belgique et Maximilien Ier du Mexique. | 1 593 000                 | 6,7 %           |

Légende :
- Meilleurs scores de la saison.
- Moins bons scores de la saison.